# ماكارا
ماکارا (بالإنجليزية: Makara) الماكارا في الميثولوجيا الأوقيانوسية هن الأخوات السبع اللواتي أصبحن يشكلن في السماء كوكبة الثريا.